# Урбания
Урба̀ния (на италиански: Urbania, на местен диалект Orbenia, Орбения, до 1636 г. Casteldurante, Кастелдуранте) е градче и община в Централна Италия, провинция Пезаро и Урбино, регион Марке. Разположено е на 273 m надморска височина. Населението на общината е 7119 души (към 2010 г.).